# Alfredo Guaraná
Alfredo Guaraná Menezes – brazylijski kierowca wyścigowy.

## Kariera
Guaraná rozpoczął karierę w międzynarodowych wyścigach samochodowych w 1973 roku od gościnnych startów w klasie A Brazilian Saloon Cars Division 3, gdzie odniósł jedno zwycięstwo. W późniejszych latach Brazylijczyk pojawiał się także w stawce Brazylijskiej Formuły Super Vee, Formuły Volkswagen 1600, 24-godzinnego wyścigu Le Mans, Stock Car Brasil, Mil Milhas Brasileiras oraz Brazylijskiej Formuły 2.